# 과학 문헌
과학 문헌(scientific literature)은 자연과학과 사회과학 내의 다양한 학문을 아우르는 방대한 학술 논문을 총칭한다.

## 같이 보기
- 체계적 문헌고찰
- 문헌 고찰
- 학술 출판